# Établissement urbain de Sovetski (oblast de Léningrad)
L'établissement urbain de Sovetski est une entité municipale de Russie formée en 2006, du raïon de Vyborg dans l'oblast de Léningrad. Son siège administratif est la localité de Sovetski.

## Politique administration
La municipalité est un établissement urbain, qui a été créé en 2005. Elle possède sa propre douma et un chef de l'administration,.

## Population
Recensements (*) et estimations de la population,:
| 2010* | 2021* | 2023  | - |
| ----- | ----- | ----- | - |
| 9 440 | 9 859 | 9 718 | - |

## Localités
| Localité        | Statut          | Population 2010 | Population 2021 |
| --------------- | --------------- | --------------- | --------------- |
| Diatlovo        | possiolok       | 305             |                 |
| Landychevka     | possiolok       | 92              |                 |
| Matrossovo      | village-gare    | 57              |                 |
| Medianka        | possiolok       | 101             |                 |
| Popovo          | village-gare    | 16              |                 |
| Sveklovitchnoïe | possiolok       | 56              |                 |
| Sverdlovo       | possiolok       | 22              |                 |
| Sovetski        | commune urbaine |                 | 6776            |
| Sokolinskoïe    | possiolok       | 826             |                 |
| Tokarevo        | possiolok       | 790             |                 |
| Tchernitchnoïe  | possiolok       | 44              |                 |